# Herold (Salzburg)
Herold († nach 967 in Säben) war ein Salzburger Erzbischof und Abt des Stiftes St. Peter im 10. Jahrhundert, der von König Otto 955 wegen Verletzung der Treuepflicht geblendet und abgesetzt wurde.

## Leben
Herold entstammt der herzoglichen Adelsfamilie der Luitpoldinger, deren Treue sich Otto mit seiner Ernennung sichern wollte. Vermutlich ist Herold ein Sohn jenes Grafen Albrich, mit dem Herolds Vorgänger Adalbert II. Besitzungen in Karantanien getauscht hatte. In den ersten Jahren der Regentschaft stand Herold auch zu König Otto und war ein verlässlicher Gefolgsmann. Ottos Ansinnen war es dabei, die alte Macht der Stammesherzöge zugunsten einer klaren Königsrolle zurückzudrängen, wobei er sehr auf die Unterstützung des hochrangigen Klerus hoffte und diesem verschiedene Zugeständnisse machte. 940 bestätigte der König dem Erzstift den Besitz des Königshofes Salzburghofen (heute Freilassing) samt wichtigen Einkünften und Zöllen in Reichenhall. Otto bestätigte die Immunität des Erzbischofs und der Salzburger Kirche samt allen zugehörigen Abteien und Zellen und befreite sie ausdrücklich vom Grafenbann und Grafengericht.
Alle drei rheinischen Erzbischöfe wurden zu Erzkapellanen ernannt, zu denen sich 945 auch der Salzburger Erzbischof als vierter hinzugesellte, nachdem dieser auf die 70 Jahre verwiesen hatte, in welchen die Salzburger Erzbischöfe dieses Amt alleine ausgeübt hatten.
Nach dem Tode des Luitpoldinger Baiernherzogs Berthold verlieh der König das Herzogtum Baiern seinem Bruder Heinrich I. zur Stärkung der zentralen Macht der deutschen Könige. Dabei fühlte sich der Neffe von Heinrich mit Namen Luidolf als schwäbischer Herzog übergangen und unternahm 953 gemeinsam mit maßgeblichen Luitpoldingern einen ersten Aufstand gegen den König. Auch in diesem Konflikt hielt der Salzburger Erzbischof – trotz seiner Verwandtschaft zu den Aufständischen – loyal zum König, der sich dafür beim Salzburger Erzbischof mit der Schenkung weiterer Güter bedankte. In diese Zeit fällt auch die Tätigkeit des Erzbischofs auf der vom Papst einberufenen Synode von Ingelheim (948) und dem Reichstag von Augsburg (952).
Als kurz darauf die Ungarn plündernd in Bayern einfielen, schlossen die Aufständischen einen bis zum 15. Juni 954 befristeten Waffenstillstand mit König Otto. Auf dem Reichstag in Langenzenn bei Fürth am 16. Juni 954 unterwarfen sich viele von ihnen, darunter auch Herzog Konrad der Rote von Lothringen, nicht jedoch Liudolf und der baierische Pfalzgraf Arnulf II., die nach Regensburg marschierten.  Dort konnte sie Otto einschließen und belagern. Bei einem versuchten Ausfall fiel Arnulf am 22. Juli 954 im Kampf gegen von Markgraf Gero befehligte königstreue Truppen. Der Konflikt Herolds mit König Otto wurde aber erst mit der Schlacht bei Mühldorf beendet, die vermutlich am 1. Mai 955 stattfand. In dieser letzten Auseinandersetzung wurde der Salzburger Erzbischof vom baierischen Herzog Heinrich I. gefangen genommen. Der als jähzornig bekannte Heinrich bezichtigte Herold des Hochverrates (mit den Ungarn) und der Rebellion. Er ließ ihn blenden und schickte ihn nach Kloster Säben in die Verbannung. Nachfolger Herolds als Erzbischof von Salzburg wurde Friedrich I.
Nachdem Herold diese Verbannung und Absetzung nicht anerkennen wollte und weiterhin liturgische Handlungen vornahm, drohte ihm 962 Papst Johannes XII. mit dem Bann, wenn er nicht davon abließe und beschuldigte Herold selbst, die Ungarn nach Baiern gelockt zu haben.  Auf der Synode von Ravenna 967 erneuerte Papst Johannes XIII. die Androhung des Bannes, die damals Kaiser Otto der Große und 59 Erzbischöfe und Bischöfe mit unterzeichnet hatten. Die Schuld Herolds gilt aber nicht als eindeutig erwiesen.